# أدولف فريدريش هاربر
أدولف فريدريش هاربر (بالألمانية: Adolf Friedrich Harper)‏ (17 أكتوبر 1725، برلين - 23 يونيو 1806، برلين) رسام تصويري طبيعي ألماني.

## سيرته
كان والده رسام مجلس الوزراء البروسي، بعد وفاة والده، زار هاربر فرنسا وإيطاليا، حيث درس رسم المناظر الطبيعية على يد ريتشارد ويلسون. نشر أول عمل له في فورتمبيرغ عام 1756. وبعد ذلك بثلاث سنوات أصبح رسامًا للدوق كارل أويغن، الذي جعل هاربر مديرًا لأكاديمية الفنون الجميلة في مدرسة كارل عام 1761. وفي عام 1798 تقاعد هاربر وقضى سنواته الأخيرة في مسقط رأسه في برلين.
مثل راينهارد هاينريش فرديناند فيشر ونيكولاس جيبال وغيرهم من الفنانين الشباب، كان هاربر متأثرًا بالمدرسة الجديدة. اهتم هاربر بالرسم في الهواء الطلق، ورسم الفواكه والزهور، وزخارف المسرح، واللوحات الجدارية مع جيبال.